# 프로이센 신화

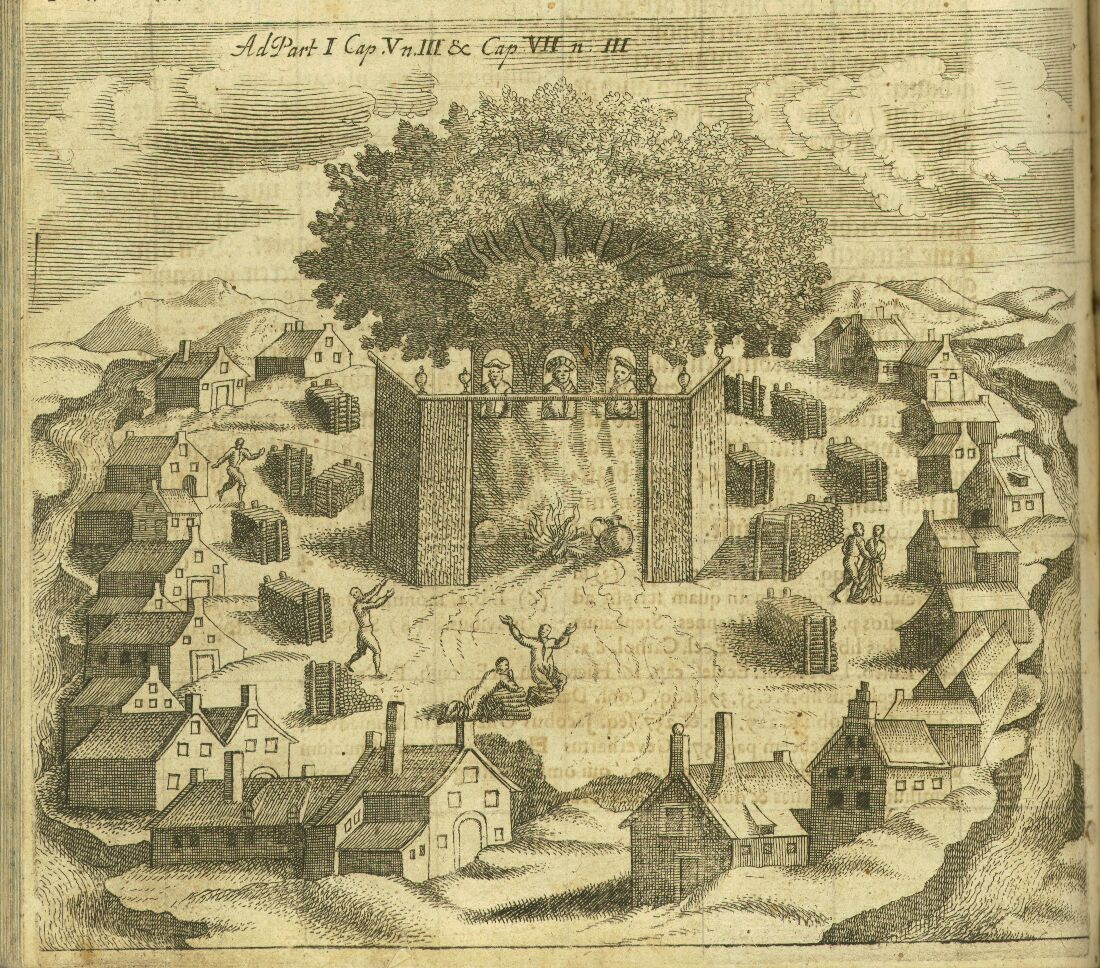
프로이센의 로무바 신전 : 16세기 시몬 그루나우의 신빙성 떨어지는 묘사에 따라 그려진 그림.

프로이센 신화는 튜턴 기사단이 벌인 프로이센 십자군 이전 프로이센의 토착 민족인 고대 프로이센인이 믿던 다신교였다. 다른 발트 종교 신앙인 리투아니아 신화와 라트비아 신화와 밀접한 관련이 있었다. 18세기 초 프로이센인이 독일화되면서 그들의 문화가 소실되어 신화와 전설은 살아남지 못했다. 신과 의식에 관한 단편적인 정보는 여러 중세 연대기에서 찾아볼 수 있지만 대부분 믿을 수 없는 경우가 많다. 13세기에 강제로 기독교화 되기 이전에는 이교도의 종교를 문서로 남기지 않았다. 프로이센 종교에 대해 알려진 대부분은 16세기에 쓰여진 신빙성이 떨어지는 자료 (수도비안서와 시몬 그루나우)를 기반으로 한다. 